# Транспорт на Шпицбергене

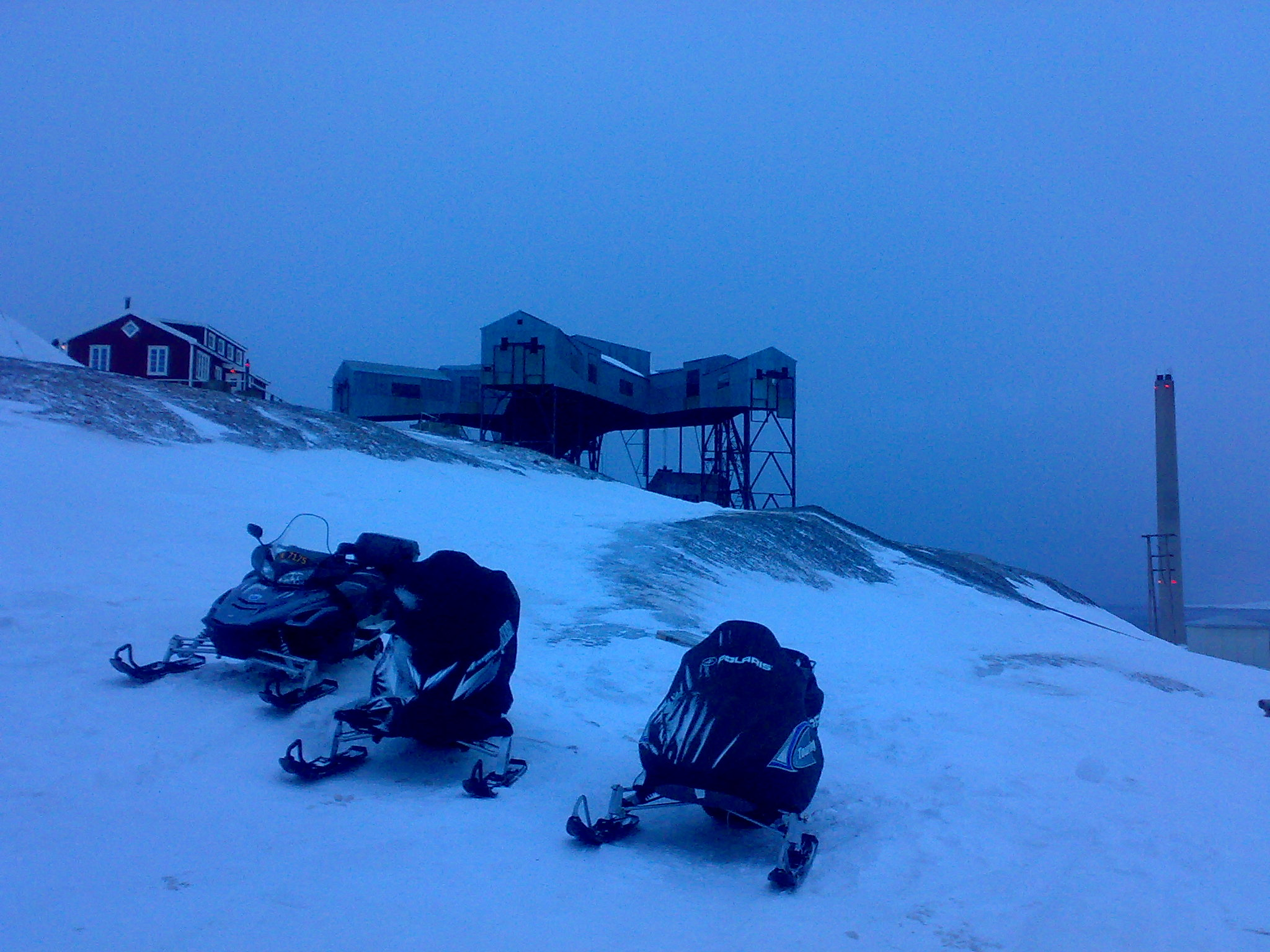
Снегоходы в Лонгйире; заброшенная шахта на заднем плане

Шпицберген (Норвегия) представляет собой обширный, очень малонаселённый арктический архипелаг. С населением менее 3000 человек в четырёх общинах и нескольких небольших метеорологических и научных аванпостов, здесь нет населённых пунктов, соединённых дорогами. Моторизованный транспорт по бездорожью запрещён на голой земле, но снегоходы широко используются зимой, как для коммерческой, так и для рекреационной деятельности. Добраться из Лонгйира в Баренцбург (45 км) и Пирамиду (100 км) можно на снегоходе зимой или на корабле круглый год. Дорожные системы существуют в общинах Лонгйир, Баренцбург, Свеагрува и Ню-Олесунн. Во всех населённых пунктах есть порты, а в Лонгйире есть автобусная система.

## Авиация

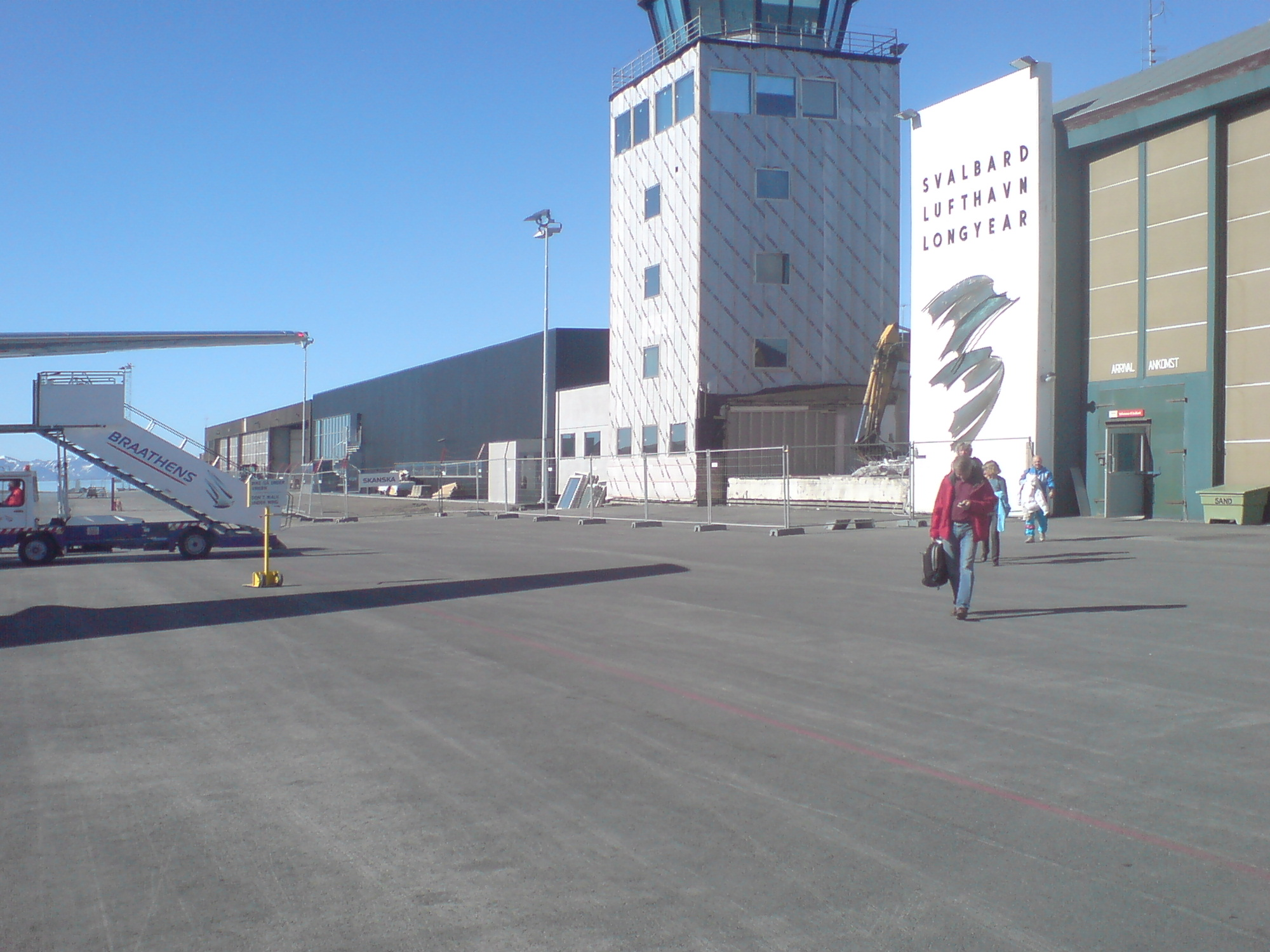
Аэропорт Свальбард

На Шпицбергене есть три аэропорта: Свальбард (Лонгйир), Ню-Олесунн и Свеа.
Свальбард является главным аэропортом, обслуживающим архипелаг. Расположенный в 3 км к северо-западу от Лонгйира, это самый северный аэропорт в мире, обслуживающий регулярные рейсы общего пользования. Первый аэропорт (или, точнее, взлётно-посадочная полоса) близ Лонгйира (в Адвентдалене) был построен во время Второй мировой войны германскими военно-воздушными силами люфтваффе. Это была первая взлётно-посадочная полоса на Шпицбергене. Впервые он был введён в эксплуатацию для нерегулярных рейсов в 1959 году, но мог эксплуатироваться всего несколько месяцев в году. Строительство нового аэропорта на Хотеллнесете началось в 1973 году, он был открыт 2 сентября 1975 года. Он принадлежит и управляется государственной компанией Avinor. В 2009 году аэропорт обслуживал 138 934 пассажира. Scandinavian Airlines выполняет ежедневные рейсы в Тромсё и Осло на материковой части Норвегии. Lufttransport выполняет рейсы в аэропорты Ню-Олесунн и Свеа, используя турбовинтовые самолеты Dornier 228. 29 августа 1996 года рейс 2801 «Внуковских авиалиний» врезался в гору Опера примерно в 14 км от аэропорта Свальбард. Все 141 человек, находившиеся на борту Ту-154М, погибли. Это самая смертоносная авиакатастрофа в истории Норвегии.
«Арктикуголь», владелец моногорода Баренцбург, выполняет рейсы на вертолёте Ми-8 с вертолётной площадки в Хероддене, в 2 км от города, а также с вертолётной площадки в бывшем городе Пирамида. Во время холодной войны «Аэрофлот» сохранил большую вертолётную базу в Хероддене, на которой находились пять Ми-8, а также постоянный персонал как в аэропорту Свальбард (для чартерных рейсов), так и в Хероддене. Вертолёты можно было быстро дооснастить вооружением.  В 2006 году один вертолёт был потерян в результате крушения в Хероддене.

## Железные дороги

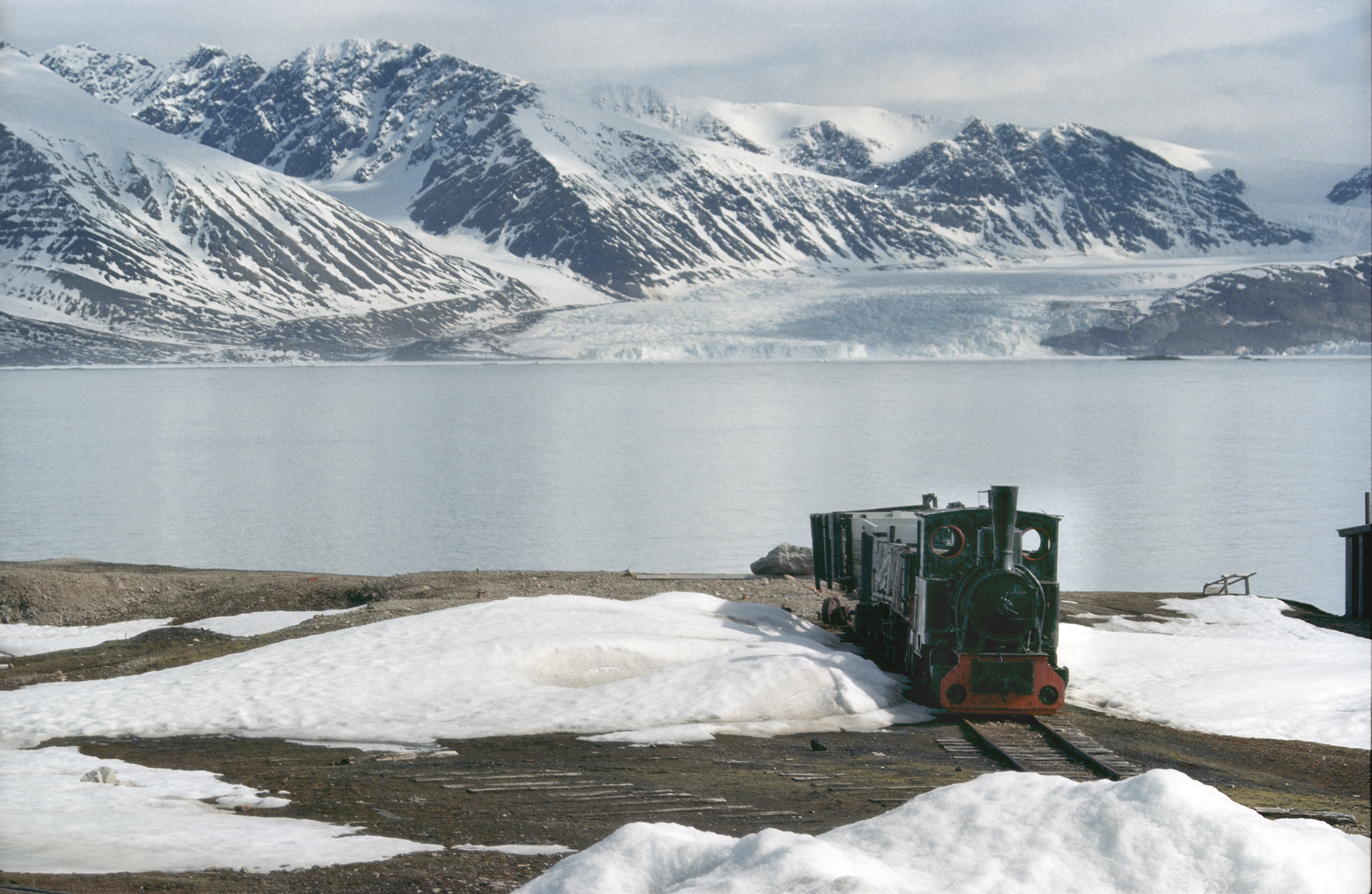
Локомотив на заброшенной железной дороге недалеко от Ню-Олесунна

Узкоколейные горнодобывающие железные дороги работали в ряде мест, в частности в Ню-Олесунне и Груманте (построенных Норвегией и СССР соответственно). Большинство этих железных дорог были заброшены, но в 2008 году сообщалось, что одна в Баренцбурге всё ещё функционировала.